# Hiromi Tsuru
Hiromi Tsuru (29. marts 1960 - 16. november 2017) var en japansk tegnefilmsdubber. Hun var bedst kendt som stemmen bag Bulma i Dragon Ball.